# Riffat Hassan
Riffat Hassan (Lahore, 1943) is een Pakistaans-Amerikaans islamitisch theologe en islamitische mensenrechtenactiviste. Zij zet zich al dertig jaar in voor verbetering van de positie van de moslimvrouw en heeft een belangrijke bijdrage geleverd aan het ontwikkelen van een feministische theologie. Zij adviseert de Nederlandse minister van Buitenlandse Zaken op het gebied van internationale vrouwenprogramma's.

## Loopbaan
Hassan studeerde en doceerde aan de universiteit van Punjab in Lahore en werkte een tijd bij de Pakistaanse overheid. In 1972 emigreerde zij met haar dochter naar de Verenigde Staten. Sinds 1980 is zij als hoogleraar verbonden aan het Louisville Presbyterian Theological Seminary en sinds 1976 aan de vakgroep religieuze studies van de Universiteit van Louisville. 
Zij is onder meer lid van het International Committee of Iqbal Scholars (Pakistan), het Council on Peacemaking (Louisville, USA), de Religious Consultation of Population, Reproductive Health and Ethics (een internationale NGO), en de commissie Women for implementing the Beijing Platform for Action Group and Network (universiteit van Louisville). In 1999 richtte zij in Pakistan het International Network for the Rights of Female Victims of Violence op.

## Opvattingen
Een van de hoofdpunten van kritiek van Riffat Hassan op het traditionele moslimstandpunt over vrouwen is dat veel van de vrouwonvriendelijke interpretaties zijn gebaseerd op onbetrouwbare ahadieth uit de mond van onder andere Aboe Hoeraira. De veel geciteerde overlevering die zegt dat Eva is geschapen uit een rib uit de linkerzijde van Adam (links is 'slecht' in de Arabische cultuur, terwijl ook nog benadrukt wordt dat de rib krom is) en derhalve ten dienste staat van de man, is volgens Hassan een falsificatie uit de tijd dat moslims intensief contact met christenen gingen onderhouden.

## Publicaties
- Women's and Men's Liberation: Testimonies of Spirit (co-edited with Leonard Grob and Haim Gordon). Greenwood Press, Inc. Westport, 1991
- Selected Writings of Riffat Hassan, compiled by Women Living Under Muslim Laws (W.L.U.M.L.), Grabels, France, 1993
- Women's Rights and Islam: from the I.C.P.D. to Beijing (a monograph), NISA Publications, Louisville, 1995
- Woman and the Qur'an: A Book of Readings and References, Utrecht (FORUM),  2001
- "Zijn vrouwen en mannen voor God gelijk?", in Islam een ontzuilde samenleving (Discussies over Vrouwenemancipatie, kunst en onderwijs), Ria Lavrijsen (red.), Amsterdam (Koninklijk Instituut voor de Tropen), 1996, pp. 73–90.
- "Gelijk voor God, ongelijk op aarde? Islamitische vrouwen en mensenrechten", in Mensen, rechten en Islam: Beschouwingen over grondrechten, Katja Noordam, Roemer van Oordt en Coskun Coruz (red.), Amsterdam (Bulaaq/SBLI), 1998, pp. 53–79.